# Skiareál Špindlerův Mlýn
Skiareál Špindlerův Mlýn a.s. is het wintersportgebied van Špindlerův Mlýn, Tsjechië. Het skigebied is onderdeel van het Reuzengebergte. Er zijn 12 sleepliften en 5 stoeltjesliften. In totaal heeft het gebied ongeveer 25 km geprepareerde blauwe, rode en zwarte pistes en voor de langlaufers is er ongeveer 72 km aan loipes.
| Delen van Skiareál Špindlerův Mlýn | Delen van Skiareál Špindlerův Mlýn | Delen van Skiareál Špindlerův Mlýn | Delen van Skiareál Špindlerův Mlýn | Delen van Skiareál Špindlerův Mlýn |
| ---------------------------------- | ---------------------------------- | ---------------------------------- | ---------------------------------- | ---------------------------------- |
| Medvědín                           |                                    |                                    |                                    | Svatý Petr                         |
|                                    |                                    |                                    |                                    |                                    |
| Horní Mísečky                      | Hromovka                           |                                    |                                    |                                    |
|                                    |                                    |                                    |                                    |                                    |
| Labská                             |                                    |                                    |                                    |                                    |

## Liften en Pistes

#### Liften
| Type          | Naam                |
| ------------- | ------------------- |
| Stoeltjeslift | Svatý Petr - Pláň   |
| Stoeltjeslift | Hromovka            |
| Sleeplift     | Svatý Petr - Hřiště |
| Stoeltjeslift | Svatý Petr - TS2    |
| Sleeplift     | Stoh                |
| Sleeplift     | Horal               |
| Sleeplift     | Slovan              |
| Sleeplift     | Krakonoš            |
| Stoeltjeslift | Š.M. - Medvědín     |
| Sleeplift     | Harmony             |
| Sleeplift     | Davidovy boudy      |
| Sleeplift     | H.M. - Medvědín     |
| Sleeplift     | H.M. - Parkoviště   |
| Sleeplift     | H.M. - Louka        |
| Sleeplift     | H.M. - Hořec        |
| Stoeltjeslift | Labská              |
| Sleeplift     | Medvědín            |

#### Pistes
| Type | Naam            |
| ---- | --------------- |
| 1    | Hromovka I      |
| 1a   | Hromovka II     |
| 2    | Turistická      |
| 3    | Červená FIS     |
| 4    | FIS World Cup   |
| 4a   | Hřiště          |
| 4b   | Malý hank       |
| 5    | Stoh            |
| 6    | Horal           |
| 7    | Slovan          |
| 8    | Krakonoš        |
| 9    | Harmony         |
| 10   | Davidovka       |
| 11   | Černá           |
| 12a  | Červená         |
| 12b  | Tréninková      |
| 13a  | Turistická      |
| 13b  | Vodovodní cesta |
| 14   | Cvičná louka    |
| 15   | Labská          |